# 水上宝台樹スキー場

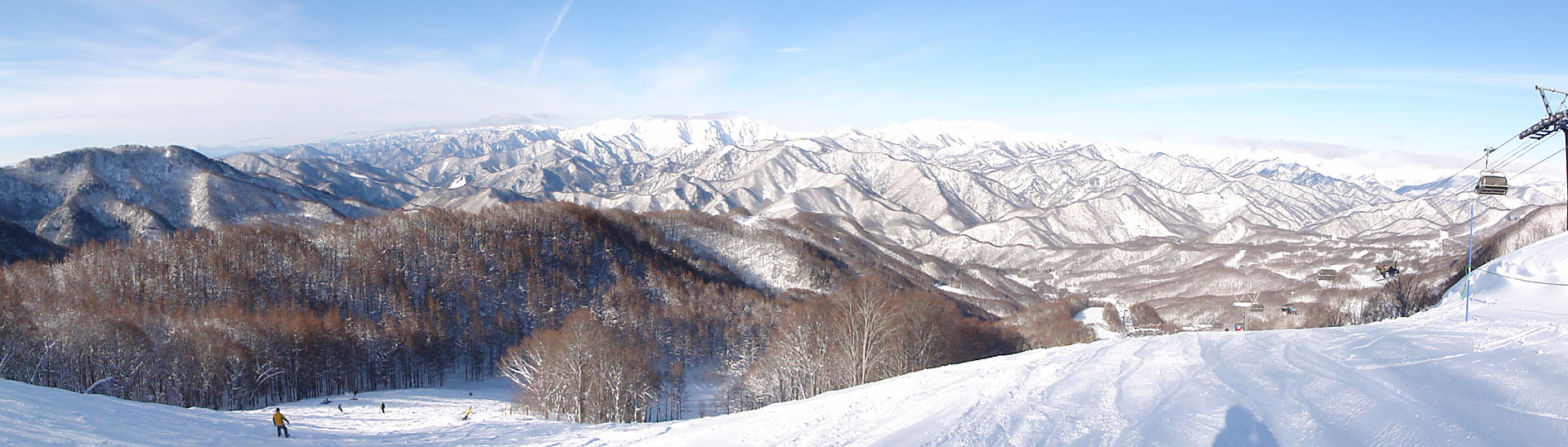
第９クワッドリフト終点から谷川岳・朝日岳を望む

水上宝台樹スキー場（みなかみほうだいぎスキーじょう）は、群馬県利根郡みなかみ町に位置する群馬県営のスキー場。指定管理者制度に基づき、オープンハウスグループの関連会社、株式会社みなかみ宝台樹リゾートが運営している。表記は群馬みなかみ ほうだいぎスキー場である。

## 概要
- 宝台樹山の東側に位置しており、山麓はなだらかな初心者コース、山頂付近から中腹には中上級者コースが配置されている。全般的に中上級者向けコースの比率が高い。
- 水上地区のスキー場の中では標高が高く北斜面のスキー場なので比較的雪質がよいとされる。
- 運営会社が同じであったオグナほたかスキー場との共通シーズン券が発売されていたが、2021-2022シーズンから運営が別になり、共通シーズン券もなくなった。
- 2004-2005シーズンまで一部スノーボード滑走禁止区域があった。現在はスノーボード滑走禁止区域はない。

## 施設
- レストラン
  - センターハウス
    - 宝台樹食堂
    - カレーハウス武尊 (土日休日のみ営業)
    - カフェレストラン谷川・宝台樹ベーカリー (土日休日のみ営業)

  - 第9クワッドリフト乗り場
    - カフェテリア　ペガサス

  - 第9クワッドリフト山頂
    - スカイテラスあさひ(ドリンク、軽食)
- レンタルスキー・ウエアー
- リフト
  - クワッドリフト2基（うちフード付き1基）
  - ペアリフト5基(第6ペアリフトA/B線含む)
  - リフトゲートにSKIDATA社のICカードシステムを採用している。同じシステムを採用する群馬4スキー場(丸沼高原スキー場、ホワイトワールド尾瀬岩鞍、川場スキー場、本スキー場)の共通時間券・共通シーズン券「POWDER4ぐんま」が2017-2018シーズンから販売されている。
- 駐車場（約2,400台）平日無料、土日祝日年末年始 普通車1000円(12:00以降は半額)
- 休憩所
  - ぐんまちゃんテラス
- 託児所
  - スノーフェアリー
- メンバーズハウス　ツインヴィラ宝台樹（「武尊山スノーエリア友の会」会員専用）

## 主なゲレンデ
| 名称                               | 説明 | レベル | 全長  | 平均斜度 |
| ---------------------------------- | --- | ------ | ----- | -------- |
| 白樺ゲレンデ                       | 宝台樹に来ると最初に現れるのがこの白樺ゲレンデ。独立したゲレンデの感じで、非圧雪バーンもあり、宝台樹の穴場的な存在。                                             | 中級   | 580m  | 20°      |
| ファミリーゲレンデ                 | 宝台樹スキー場のメインゲレンデです。お子様、初心者にやさしい、練習に最適な斜面。リフト横にはチャレンジパークもあり、お子様からシルバーまで楽しめるゲレンデです。 | 初級   | 1100m | 8°       |
| 第８クワッドリフト・たんぽぽコース | ファミリーゲレンデと同程度の長さの初心者ゲレンデ。クワッドリフトなので、山頂までの到着時間が早い。途中にウエーブも有り、家族で楽しめます。                       | 初級   | 1050m | 7°       |
| 第９クワッドリフト・成平コース     | 晴れている日は谷川岳、朝日岳、利根川水源地の山々など、大パノラマを見ることが出来る第９山頂から、その景色をそのまま楽しみながら滑り降りる尾根のコースです。       | 上級   | 1400m | 17°      |
| 第９クワッドリフト・第１０コース   | 第９クワッドリフト山頂から左の谷を降りていくコース。途中、天然のハーフパイプもあり、続けてファミリーゲレンデも滑れば2000メートル近いロングコースとなる。         | 中級   | 1060m | 11°      |

## アクセス
- 鉄道
  - 上越線水上駅から宝川入口・バス停まで関越交通バスで約30分。
  - 上越新幹線上毛高原駅から宝川入口・バス停まで関越交通バスで約70分。
  - 関越交通バスは宝川温泉行き又は湯ノ小屋行きに乗車し、宝川入口・バス停で下車。宝川入口からはスキー場無料シャトルバス(所要時間 約5分)を利用することができる。
  - 上越新幹線上毛高原駅及び上越線水上駅から、スキー場直行の無料シャトルバスを利用することもできる。但し上毛高原駅/水上駅発のシャトルバスは運行日及び出発時刻が限定されることに注意が必要。
- 自動車
  - 関越自動車道水上ICより国道291号・県道約17km
  - 万一、スキー場付近の雪道で車が動かせなくなってしまった場合には、スキー場の「お助け隊」に救助を求めることができる。連絡先は 0278-75-2557。但しスキー場の営業時間内に限る。
  - 雪道の運転に不安がある場合には、道の駅みなかみ水紀行館に車を駐車して(駐車料無料)、そこから先はスキー場無料シャトルバスを利用する方法もある。
- 日帰りツアー
  - オリオンツアー：関東首都圏発
- スキー場無料シャトルバス
  - 宝川入口→スキー場：路線バスの ８時台から１６時台の時刻表 に合わせて毎日運行。
  - 上毛高原駅→道の駅水紀行館→水上駅→スキー場：土日祝日(但し２月末まで)及び年末年始のみ運行。

## 沿革
- 1979年(昭和54年) - 群馬県・水上町（当時）・片品村・群馬銀行の出資により設立された第三セクター、武尊山観光開発により開業[1]。
- 1991年(平成3年) - 宝台樹第2スキー場（第8・第9クワッドリフトが架かっているエリア）開業。宝台樹第2スキー場は群馬県企業局の施設であるが運営は武尊山観光開発が受託していた。
- 2001年(平成13年) - 宝台樹第2スキー場が武尊山観光開発に譲渡された。
- 2012年(平成24年) - 2012-2013シーズンから、一定期間の土曜日は一日券または午後券で18:00まで滑れるトワイライトプラス営業を開始(21:00までのナイター営業はなくなった)。
- 2013年(平成25年) - 2013-2014シーズンから、託児所スノーフェアリーを開設。
- 2014年(平成26年) - 数年前から休止していた第3リフトが撤去された。SKIDATA社のICカードシステムを導入。
- 2015年(平成27年) - 2015-2016シーズンから、休憩所ぐんまちゃんテラスを開設。
- 2017年(平成29年) - 2017-2018シーズンから、18:00までのトワイライトプラス営業が無くなった。skilineサービスが無くなった[注 1]。ファミリーゲレンデ中腹のレストラン(ポラリス、シリウス)が営業されなくなった。
- 2021年(令和3年) - 8月、指定管理者の武尊山観光開発が、宝台樹スキー場の運営を不動産業のオープンハウス（現オープンハウスグループ）に譲渡すると発表した[3][注 2]。